# Mulher de Fases (canção)
"Mulher de Fases" é uma canção da banda brasileira de rock Raimundos. Foi lançada em 12 de abril de 1999 como o primeiro single do álbum Só no Forevis (1999). Composta pelo vocalista Rodolfo Abrantes e o guitarrista Digão, a faixa fala sobre as nuances de um relacionamento com uma mulher de temperamento instável.
É a música de maior sucesso do grupo, obtendo grande êxito comercial não só dentro do gênero mas também em rádios populares e entre o público em geral. É considerada um clássico do rock nacional e essencial no repertório da banda, permanecendo popular até os dias de hoje. Seu videoclipe também foi muito popular na MTV Brasil e venceu a categoria Escolha da Audiência do MTV Video Music Brasil 1999, consequentemente representando o país na categoria internacional do VMA do mesmo ano.
Foi regravada e incorporada ao repertório de shows por diversos artistas nacionais e internacionais de diversos estilos diferentes como Capital Inicial, Los Pericos, Frank Aguiar, Pedro & Thiago entre outros.

## Origem e composição
"Mulher de Fases" descreve de forma leve um namoro conturbado com uma mulher de personalidade e humor instáveis. O título da canção é uma referência às fases da Lua e a expressão popular "estar de lua". A letra narra as situações complicadas de um relacionamento desse tipo, como uma discussão que termina em juras de amor no fim do dia, confundindo o locutor. Em determinados versos ele pede conselho à Deus, que responde: "Meu filho aguenta / quem mandou você gostar / dessa mulher de fases?". Questionado sobre quem era a musa inspiradora da canção, Rodolfo Abrantes afirmou que a história é fictícia e baseada em vivências, não em uma pessoa específica. O baixista Canisso afirmou que partes da letra são inspiradas em sua esposa Adriana, sobretudo o trecho "Que mulher ruim / jogou minhas coisas fora". Já o guitarrista Digão afirmou em entrevista que a letra é de cunho pessoal de Rodolfo e sobre uma namorada sua da época. Alguns jornalistas consideraram que canção se refere a tensão pré-menstrual, lhe dando o apelido de "melô da TPM". O trecho "Meu namoro é na folhinha" reforça essa interpretação. Os versos "Até sem luz da pra enxergar o lençol / fazendo congo-blue" fazem alusão às Montanhas Azuis do Congo.

É a história de mulheres de fases, fases da lua. Aquela mulher que acorda de um jeito e vai dormir de outro. Te trata bem num dia e mal no outro (...) O cara na música é completamente apaixonado pela mulher. Ele sofre porque tem que conviver com isso, porque ele não quer se desfazer da mulher por ela ser de lua.

Rodolfo Abrantes falando sobre a música em entrevista à revista Trip
A música foi classificada como uma "balada punk" e um punk rock melódico com "base country ultraveloz e modulações espertíssimas". Embora simples e fazendo uso da escala pentatônica, o riff de abertura composto por Digão é o trecho mais marcante e reconhecível da canção, sendo descrito como "memorável" e "contagiante". É a única faixa de estúdio da banda a possuir um arranjo de cordas, incluído por sugestão do produtor Tom Capone. Digão afirmou que a ideia surgiu naturalmente pois a canção "chamava" por violinos. Segundo ele, os integrantes reproduziram com a boca as melodias para que o quarteto as executasse na gravação. Foi sua a ideia de repetir o refrão a capella somente com as cordas ao fundo no final da música. Uma versão acústica com arranjo country gravada na casa de Tom Capone foi incluída no single e posteriormente no álbum Só No Forevis com o subtítulo "A Linda". Esse era o título original da canção seguindo um hábito da banda de nomear suas canções com adjetivos (vide "Bonita" do álbum Lapadas do Povo e Bestinha do álbum Lavô Tá Novo).

## Na cultura popular
Em 1999 "Mulher de Fases" foi incluída na trilha sonora do filme O Trapalhão e a Luz Azul, onde a banda também fez uma participação especial. No mesmo ano a canção fez parte da trilha de Malhação, sendo utilizada nas chamadas do programa até 2001. Em 2002 apareceu nos cinemas nas trilhas sonoras dos filmes Surf Adventures - O Filme e Celeste e Estrela. Ao longos dos anos foi utilizada em diversos programas de diferentes gêneros e emissoras. Em 2011 o canal a cabo HBO Brasil lançou uma sitcom de mesmo nome inspirada na canção. O tema de abertura da série era uma nova versão da música interpretada pelo cantor Bruno Mag.
A banda gravou uma paródia intitulada "Mulher de Gases" para um dos quadros das Organizações Tabajara do programa Casseta & Planeta, Urgente!. Uma versão completa da paródia foi excetuada ao vivo pela banda em um dos shows da campanha fictícia  "Não Solte Pum no Elevador", lançada pelo programa em 2000. Em 2012 o grupo de humor Castro Brothers publicou em seu canal no YouTube uma paródia intitulada "Passei de Fase" no quadro Um Joystick, Um Violão.

## Vídeo musical
O videoclipe da canção mostra uma mescla do rock com a cultura caipira. No inicio, Rodolfo aparece discutindo com uma mulher e depois se reunindo com a banda em um bar. Dali todos partem, vestidos à caráter, para uma espécie de festa junina em um parque de diversões e depois para uma arena de rodeio. Ao longo do clipe são intercaladas cenas da banda tocando em um show e encenando uma peça teatral similar a Os Três Mosqueteiros, com referências à letra da música. Também aparecem anônimos cantando trechos da canção na Feira dos Importados, famoso centro de comércio popular em Brasília. No final, um peão de boiadeiro surge em meio a platéia do show dançando catira e praticando stage diving.
As gravações ocorreram no início de maio de 1999 em Brasilia, juntamente com o videoclipe de A Mais Pedida. Foi dirigido por José Eduardo Belmonte, parceiro de longa data da grupo e produzido pela Start Filmes, além de contar com a participação de membros do fã-clube oficial da banda. Estreou no final daquele mês e semanas depois já figurava nas paradas da MTV Brasil. Se tornou um dos clipes de maior sucesso da história do canal, chegando ao topo dos programas Disk MTV e Top 20 Brasil, superando fenômenos teen da época como o Backstreet Boys. Também é um dos clipes mais premiados da carreira da banda, tendo vencido em 1999 o prêmio de Escolha da Audiência, principal categoria do MTV Video Music Brasil. Com a vitória, o grupo foi à Nova Iorque acompanhar o Video Music Awards como representante do Brasil entre os ganhadores na categoria International Viewer's Awards.

## Faixas e formatos
Todas as letras escritas por Rodolfo Abrantes, todas as músicas compostas por Digão e Rodolfo.
| CD single |                             |         |  |
| N.º       | Título                      | Duração |  |
| 1.        | "Mulher de Fases"           | 3:32    |  |
| 2.        | "Mulher de Fases (A Linda)" | 2:56    |  |

| CD single, TRIP#69, edição especial |                   |         |  |
| N.º                                 | Título            | Duração |  |
| 1.                                  | "História"        | 4:24    |  |
| 2.                                  | "Entrevista"      | 19:16   |  |
| 3.                                  | "El Paredon"      | 5:03    |  |
| 4.                                  | "Mulher de Fases" | 3:32    |  |

## Desempenho nas tabelas musicais

### Tabelas de final de ano
| Tabela musical (1999)               | Posição |
| ----------------------------------- | ------- |
| Brasil (Crowley Broadcast Analysis) | 99      |

## Prêmios e indicações
| Ano  | Prêmio                                   | Categoria                              | Resultado |
| ---- | ---------------------------------------- | -------------------------------------- | --------- |
| 1999 | MTV Video Music Brasil                   | Escolha da Audiência                   | Venceu    |
| 1999 | MTV Video Music Brasil                   | Videoclipe de Rock                     | Venceu    |
| 1999 | MTV Video Music Awards                   | International Viewer's Choice - Brazil | Venceu    |
| 1999 | Folhateen Hall of Fame 99                | Música Brasileira                      | Venceu    |
| 1999 | Folhateen Hall of Fame 99                | Clipe Brasileiro                       | Indicado  |
| 1999 | 15º Diretas na Música (Jornal do Brasil) | Música Brasileira                      | Indicado  |
| 1999 | 15º Diretas na Música (Jornal do Brasil) | Clipe Brasileiro                       | Venceu    |
| 2000 | Prêmio Multishow                         | Melhor Música                          | Indicado  |
| 2001 | Prêmio ABC de Cinematografia             | Direção de Fotografia                  | Indicado  |

## Complicado Y Aturdido (versão de Los Pericos)
Em 2002 a banda argentina Los Pericos gravou uma adaptação de "Mulher de Fases" intitulada "Complicado Y Aturdido" em seu oitavo álbum de estúdio, Desde Cero. Lançada como o primeiro single do álbum no ano seguinte, se tornou um dos maiores sucessos do grupo nas rádios da Argentina, sendo incluída em álbuns ao vivo e coletâneas e permanecendo no repertório dos shows até hoje. Em 2010, já com Juanchi Baleirón no vocais, a banda gravou uma nova versão da canção com a participação da banda brasileira Cidade Negra no álbum Pericos & Friends.

### Vídeo musical
No videoclipe da canção a banda é vista tocando em uma casa enquanto um homem acorda. Ele vai a cozinha e encontra um suposto bilhete de despedida de sua mãe que diz, em espanhol: "Vou embora. Te deixo. Mamãe". O homem se desespera e passa a olhar fotos e recordar de momentos seus com sua mãe na infância. Após um ataque de raiva ele destrói toda a casa com uma marreta. No final, sua mãe chega e se espanta com o que vê. O bilhete, que estava coberto pela toalha de mesa, aparece no chão e é revelado que sua mensagem completa dizia: "Vou embora para a casa de tia. Te deixo comida. Mamãe". Foi dirigido por Mariano Mucci e estrelado pelo ator argentino Damián Dreyzik. Foi um dos 10 videoclipes mais pedidos na MTV Latinoamerica em 2003.

### Prêmios e Indicações
| Ano  | Prêmio         | Categoria       | Resultado |
| ---- | -------------- | --------------- | --------- |
| 2003 | Prêmios Gardel | Produção do Ano | Indicado  |

### Faixas e formatos
| N.º | Título                  | Compositor(es)                            | Duração |  |
| 1.  | "Complicado Y Aturdido" | Rodolfo Digão Adaptação : Fernando Hortal | 3:48    |  |

## Versão de Capital Inicial
A banda brasileira Capital Inicial incluiu de surpresa a canção na gravação do show que originou o álbum Multishow Ao Vivo: Capital Inicial (2008). O baixista Fê Lemos afirmou que a escolha se deu pois, além dos integrantes gostarem muito da música, seria um forma de homenagear homenagear Brasilia (onde foi gravado o show) no dia do aniversário da cidade. No ano seguinte a canção foi lançada com um dos singles do álbum, também em versão acústica registrada em estúdio.

### Faixas e formatos
| Download digital |                              |         |  |
| N.º              | Título                       | Duração |  |
| 1.               | "Mulher de Fases (Acústico)" | 3:02    |  |

## Versão de Make U Sweat
O trio brasileiro de música eletrônica Make U Sweat lançou um remix da canção em 25 de janeiro de 2019. Essa nova versão contou com a participação de Digão nos vocais. Já conhecido por fazer remixes de outros artistas consagrados da música nacional como Lulu Santos e Tim Maia, o trio afirmou que: "Nós carregamos uma veia muito forte do rock e tentamos trazer sempre essas referências para nossas composições. Então, foi muito natural fazer a releitura de uma música que amamos, de um ritmo musical que nos inspira ao lado de nosso ídolo e grande amigo Digão que topou na hora a nova produção". Foi incluída na coletânea Carnaval Alphabeat Selections 2019.

### Vídeo Musical
O videoclipe da faixa foi gravado em São Paulo com direção de Thiago Tsung e produção da Flashbang. Segundo o diretor, a ideia do clipe é "exaltar as mulheres, mostrando diferentes personalidades, corpos, cores e a beleza que cada uma carrega". 34 mulheres diferentes participaram da produção cantando e dançando a música. Entre elas estão alguns rostos conhecidos, como os das gêmeas Bia e Branca Feres.

### Faixas e formatos
| Download digital, streaming |                   |         |  |
| N.º                         | Título            | Duração |  |
| 1.                          | "Mulher de Fases" | 3:05    |  |

| Streaming |                                                             |         |  |
| N.º       | Título                                                      | Duração |  |
| 1.        | "Make U Sweat & Raimundos - Mulher de Fases (Extended Mix)" | 4:07    |  |